# Verlustbescheinigung
Auf Antrag wird von den Geldinstituten eine Bescheinigung erteilt, die den Verlust auf den beim Institut geführten Konten bezeugt, diese Bescheinigung wird Verlustbescheinigung genannt. Die Erteilung einer Verlustbescheinigung ist angezeigt, falls der Anleger Konten bei mehreren Geldinstituten unterhält, weil bei unterschiedlichen Instituten eine automatische Verlustverrechnung durch die depotführende Bank nicht erfolgen kann. Bei einem Depotwechsel darf eine Verlustbescheinigung vom Institut nicht ausgestellt werden, falls dem übernehmenden Institut die Höhe der nicht ausgeglichenen Verluste bereits mitgeteilt wurde. Mit Hilfe der Verlustbescheinigung können Steuerpflichtige im Rahmen ihrer Einkommensteuererklärung Verluste mit etwaigen Kapitalerträgen verrechnen, die bei unterschiedlichen Instituten entstanden sind.